# 괴산 칠충사
괴산 칠충사(槐山 七忠祠)는 충청북도 괴산군 문광면 광덕리에 있는, 순창 조씨 가문 중에서 충신이었던 7분의 위패를 모시고 있는 사당이다. 1976년 12월 21일 충청북도의 기념물 제7호로 지정되었다.

## 개요
순창 조씨 가문 중에서 충신이었던 7분의 위패를 모시고 있는 사당이다.
7충신(조신·조종·조복·조반·조덕공·조덕용·조은)을 제향하기 위해 1975년 문중에서 세웠다.
앞면 3칸·옆면 2칸 규모의 건물로, 지붕은 옆면에서 볼 때 사람 인(人)자 모양의 맞배지붕으로 꾸몄다. 아래쪽에는 1973년 세운 칠충각이 있다.

## 참고 문헌
- 괴산 칠충사 - 국가유산청 국가유산포털